# Baitei Kinga
Baitei Kinga (梅亭金鵞), pseudonimo di Masakazu Uryū (Edo, 1821 – Edo, 1893) è stato uno scrittore giapponese.

## Biografia
Durante la sua gioventù Baitei Kinga fu un samurai, prima di diventare un allievo di Kinsui Shōtei, e dedicarsi alla letteratura denominata ninjōbon (letteratura dei sentimenti umani).
I ninjōbon, ambientati sia nei quartieri di piacere che in altre zone cittadine, mettevano in primo piano i sentimenti amorosi, ed erano rivolti ad un pubblico principalmente femminile e ottennero un grande successo.
Questo genere letterario rappresentò uno sviluppo degli sharebon (letteratura sui quartieri di piacere), che erano stati censurati intorno al 1791 dalle autorità governative, in quanto offensivi della pubblica moralità.
Gli scrittori del XIX secolo aggiunsero così nelle loro storie d'amore l'elemento sentimentale, rinnovando il genere letterario precedente che, pur ispirandosi alla vita edonista e dissoluta, non descriveva più solamente l'aspetto erotico, piuttosto le passioni e i sentimenti che l'ambiente delle geishe e delle prostitute, induceva nei personaggi dei racconti.
Baitei Kinga si distinse e si caratterizzò nelle sue opere per aver sottolineato ed evidenziato l'aspetto comico di queste situazioni.
Scrisse in forma di giornale una raccolta di novelle, di grande successo, intitolata Marumaru Chimbun, le quali prendevano spunto dalla vita libertina e disordinata di alcuni suoi contemporanei.
Baitei Kinga fu molto apprezzato anche come scrittore di Kyōka (poesie folli), costituite da brevi scritti umoristici, in cinque versi di trentuno sillabe complessive.
Inoltre Baitei Kinga ironizzò contro l'allentamento della tradizione giapponese e l'avvicinamento all'Occidente, scrivendo Il giornale delle risate, (Kisho shinbun, 1876), nel quale criticò la ricerca del profitto e dell'opulenza, oltre che la cultura occidentale.
Infine realizzò anche narrativa storica, racconti avvincenti di grande attualità, dove i temi principali erano gli eventi politici contemporanei, distinguendosi con  La biblioteca della pioggia (Harusame bunko).

## Opere
- Marumaru Chimbun;
- Il giornale delle risate, (Kisho shinbun, 1876);
- La biblioteca della pioggia (Harusame bunko);
- Le origini delle feste pubbliche e della festività domenicale (Taisaijitsu nichiyōbi kyūka no yurai, 1889).